# 张雨浩
张雨浩（1997年1月29日—），中国职业足球运动员，司职中场。出自上海申花预备队。
2021年11月，张雨浩加盟利亚戈斯特拉，出战西协乙联赛。